# Charles Francis Richter
Charles Francis Richter (født 26. april 1900 i Hamilton, Ohio i USA, død 20. april 1985 i Los Angeles) var en amerikansk seismolog. Han er mest kendt for at have udviklet Richterskalaen, der bruges til at måle styrken på jordskælv, sammen med Beno Gutenberg i 1935.